# 蒲荣祥
蒲荣祥（1940年—），重庆云阳人，中国人民解放军将领、中国人民解放军中将。
1997年，接替赵立荣，担任北京军区空军政治委员。2003年，由刘振来接任。1999年，授中国人民解放军中将军衔。酷爱书法。